# Murphy’s Law (Lied)
Murphy’s Law (auch bekannt als Du tust mir nicht gut:/) ist ein Lied der deutschen Singer-Songwriterin Madeline Juno aus dem Jahr 2023. Das Stück ist die zweite Singleauskopplung aus ihrem sechsten Studioalbum Nur zu Besuch.

## Entstehung und Artwork
Das Lied wurde von der Interpretin selbst, gemeinsam mit dem Berliner Musiker Joschka Bender und dem Koblenzer Sänger Wieland Stahnecker (Blinker), geschrieben. Bender zeichnete darüber hinaus auch für die Aufnahme, Instrumentierung, Produktion und Programmierung verantwortlich. Für die Instrumentierung spielte er dabei die Gitarre und das Keyboard ein. Blinker arbeitete bereits mit Juno für ihr vorangegangenes Studioalbum Besser kann ich es nicht erklären (2022) zusammen. Bender ist bereits seit Beginn von Junos Karriere im Jahr 2013 festes Mitglied ihrer Liveband und an diversen Produktionen, in verschiedenen Funktionen, beteiligt. Darüber hinaus wurden Martin Rott als zusätzlicher Keyboarder sowie Johann Seifert für den Bass engagiert. Abgemischt wurde das Lied durch den Berliner Toningenieur Dennis Keil. Das Mastering erfolgte durch HP Mastering Hamburg, unter der Leitung des Studioinhabers Hans-Philipp Graf.
Auf dem Frontcover der Single ist Juno seitlich auf einer Couch liegend zu sehen. Sie stützt sich dabei mit ihrem Unterarm ab, während sie nach vorne blickt. Ihre Augen werden dabei durch einen auf sie einfallenden Lichtstreifen hervorgehoben. Die Fotografie stammt von Ben Wolf, der in der Vergangenheit bereits öfter als Fotograf und Regisseur für Juno engagiert wurde, so als Regisseur von Solange wir fahren (2022) oder auch Ich sterbe zuerst (2023).

## Veröffentlichung und Promotion
Die Erstveröffentlichung von Murphy’s Law erfolgte als Single am 26. Mai 2023. Diese erschien als digitaler Einzeltrack zum Download und Streaming durch Embassy of Music. Der Vertrieb erfolgte durch Tonpool, verlegt wurde das Lied durch BMG Rights Management, Budde Music Publishing, Edition White Lake City und Universal Music Publishing. Einen Monat nach seiner Erstveröffentlichung, erschien am 30. Juni 2023 zudem eine Remix-Single, die um zwei Remixe von Sorry X und Varnhagen erweitert wurden. Am 26. Januar 2024 erschien das Lied als Teil von Junos sechstem Studioalbum Nur zu Besuch (Katalognummer: 770550), dessen dritte Singleauskopplung es ist.
Im August desselben Jahres erschien ein Remix des deutschen Produzenten Jumpa und des deutschen Sängers Sampagne als Single bei Peak Nice Records. Dieser trägt den Titel Du tust mir nicht gut:/ (benannt nach einer Textzeile aus Murphy’s Law) und wurde am 2. August 2024 als digitaler Einzeltrack zum Download und Streaming veröffentlicht. Diese Version greift auf ein Sample zu Murphy’s Law zurück, aus dessen der Gesang von Juno stammt, der hauptsächlich im Refrain Verwendung fand. Die Strophen wurden neu von Lennard Oestmann (Jumpa) und Samuel Wernik (Sampagne) verfasst sowie von Sampagne gerappt. Jumpa war zudem für die Abmischung und Produktion zuständig, während das Stück unter der Leitung des Tontechnikers Lex Barkey gemastert wurde.

## Inhalt
| „Ich glaub’, das bist du. Du tust mir nicht gut. Egal, was ich tu’. Ich bin nie genug, hab’s so oft versucht. Ich glaub’, das bist du. It’s sad, but it’s true. Egal, was ich tu’. Ich bin nie genug, du tust mir nicht gut.“ – Refrain, Originalauszug | Anders als die englischsprachige Titelbezeichnung „Murphy’s Law“ (englisch für „Murphys Gesetz“), ist der Liedtext weitgehend in deutscher Sprache verfasst und stammt von der Interpretin selbst sowie Joschka Bender und Blinker. Dieser ist eine Anspielung auf Murphys Gesetz, ein Aphorismus über menschliches Versagen beziehungsweise Fehlerquellen in komplexen Systemen. Alle Texter komponierten zugleich die Musik in der Tonart fis-Moll mit 134 Schläge pro Minute. Musikalisch bewegt sich das Lied im Bereich der Popmusik, mit Einflüssen aus dem Trip-Hop. Kritiker vergleichen das Lied als ein Update zu 99 Probleme, einer Singleauskopplung von Junos vorangegangenem Album Besser kann ich es nicht erklären. Juno selbst gab an: „Es geht wieder um meine Geister, aber mit Draufsicht. Ich habe eine Therapie gemacht und jetzt kann jeder hören, was dabei herausgekommen ist.“ Weiter kommentierte sie, dass es einer der besondersten Titel sei, den sie je gemacht habe. Er sei für alle, die das wunderbare Vergnügen kennen würden, einen schlimmsten Feind in ihrem Leben zu haben – oder es sogar selbst seien („Egal, was ich tu’ / Ich bin nie genug, du tust mir nicht gut“). |

In einem weiteren Interview gab die Sängerin an, das Murphy’s Law eines ihrer Lieblingslieder sei, weil es so anders sei als die Anderen. Es gehe darin um ihre Depression und ihren Kopf, trotzdem habe es aber einen kleinen humoristischen Aspekt, einen kleinen Twist und sei ein bisschen mit Humor und Witz geschrieben. Darüber hinaus gab sie an, dass das Stück ein Lied an sie selbst sei, es aber auch eine Art doppelten Boden habe und verschieden ausgelegt werden könne. Man ackere sich dumm und dämlich, aber es reiche nicht. Man selbst genüge nicht.
Aufgebaut ist das Lied aus zwei Strophen, einem Refrain und einer Bridge. Es beginnt mit der ersten Strophe, die sich aus acht Zeilen zusammensetzt. An diese schließt sich zunächst der vierzeilige Prechorus an, ehe der eigentliche Refrain mit seinen acht Zeilen einsetzt. Der gleiche Aufbau wiederholt sich mit der zweiten Strophe, wobei der Prechorus vor dem zweiten Refrain entfällt. Diese wurde nach dem zweiten Refrain, zum musikalischen Zwischenspiel, als Bridge verwendet. Nach der Bridge endet das Lied mit dem dritten Refrain.

## Musikvideos
Zu Murphy’s Law wurde je ein Musikvideo zum Original und eines zum Remix Du tust mir nicht gut:/. Zunächst feierte das schwarz-weiße Musikvideo zu Murphy’s Law seine Premiere am 25. Mai 2023 auf der Videoplattform YouTube. Dieses zeigt Juno, die bekleidet in einer mit Wasser gefüllten Badewanne liegt und das Lied singt. Es endet damit, das sie abtaucht. Das komplette Video wird mit dem Liedtext, in gelber Schrift, am unteren Rand begleitet. Die Gesamtlänge des Videos beträgt 3:12 Minuten. Regie führte Juno selbst, zusammen mit Ben Wolf. Es ist nach Ich sterbe zuerst (März 2023) bereits das zweite gemeinsam Video der beiden. Bis April 2025 zählte das Musikvideo über 100 Tausend Aufrufe bei YouTube.
Das Musikvideo zu Du tust mir nicht gut:/ feierte seine Premiere am 1. August 2024. Dieses zeigt hauptsächlich Sampagne, der das Lied in einem Raum mit diversen Fernsehgeräten, in ein von der Decke hängendes Mikrofon, singt. Bei den Fernsehgeräten handelt es sich um Röhrenfernseher, die teilweise Sampagnes Gesangsaufnahme übertragen, lediglich Testbild senden oder Privataufnahmen Sampagnes zeigen. Die Gesamtlänge des Videos beträgt 2:33 Minuten. Regie führte Borderlessss.

## Mitwirkende

### Murphy’s Law
| Liedproduktion - Joschka Bender: Gitarre, Keyboard, Komposition, Liedtext, Musikproduktion, Programmierung, Tonaufnahme - Hans-Philipp Graf: Mastering - Madeline Juno: Gesang, Komposition, Liedtext - Dennis Keil: Abmischung - Martin Rott: Keyboard - Johann Seifert: Bass - Wieland Stahnecker (Blinker): Komposition, Liedtext Musikvideo - Janos Geng: Farbkorrektur, Schnitt - Madeline Juno: Regie - Anne-Marie Wittchen: Haare, Schminke - Ben Wolf: Kamera, Regie | Visualisierung (Cover) - Ben Wolf: Fotografie Unternehmen - BMG Rights Management: Musikverlag - Budde Music Publishing: Musikverlag - Edition White Lake City: Musikverlag - Embassy of Music: Musiklabel - HP Mastering Hamburg: Tonstudio - Tonpool: Vertrieb - Universal Music Publishing: Musikverlag |

### Du tust mir nicht gut:/
| Liedproduktion - Lex Barkey: Mastering - Joschka Bender: Komposition, Liedtext - Madeline Juno: Gesang, Komposition, Liedtext - Lennard Oestmann (Jumpa): Abmischung, Komposition, Liedtext, Musikproduktion - Wieland Stahnecker (Blinker): Komposition, Liedtext - Samuel Wernik (Sampagne): Gesang, Komposition, Liedtext Musikvideo - Borderlessss: Regie | Unternehmen - BMG Rights Management: Musikverlag - Budde Music Publishing: Musikverlag - Edition White Lake City: Musikverlag - Peak Nice Records: Musiklabel - Sony Music Entertainment: Vertrieb - Universal Music Publishing: Musikverlag |

## Rezensionen
Mia Milan vom Tonspion ist der Meinung, dass Nur zu Besuch die neue Lebensphase mit lässiger Selbstironie, scharfkantigen Texten und fluoreszierendem Pop für die nächste Gefühlslawine und gegen nie enden wollende Growing Pains vertone. Die Rezensentin ist der Meinung, dass Murphy’s Law inhaltlich etwas tiefer graben würde, das mit internationalem Sound und sinnlichem Beat ein Update von 99 Probleme sei, dem schwersten Titel, den Juno je geschrieben habe.
Ein Rezensent der Westzeit ist der Meinung, dass Juno auf Nur zu Besuch ein neues Thema finde. Zwar gehe es in den meisten Liedern immer noch um das Seelenheil der Auteurin und die Trapfalls von Beziehungsgeflechten – aber mit Stücken wie Murphy’s Law hieve Juno ihre Selbstfindungs-Titel und musikalischen Standortbestimmungen – teilweise sogar mit einem ironischen Augenzwinkern – auf ein ganz neues Level und diskutiere auch schwierige Themen mit sich selbst.

## Kommerzieller Erfolg
Murphy’s Law verfehlte den Einstieg in die Singlecharts; Du tust mir nicht gut:/ konnte sich jedoch am 9. August 2024 auf Rang fünf der deutschen Single-Trend-Charts platzieren.